# Свети Георги (Неаполи, Солун)
Вижте пояснителната страница за други значения на Свети Георги.
„Свети Георги“ (на гръцки: Αγίου Γεωργίου) е църква в солунското предградие Неаполи, Гърция, митрополитски храм на Неаполската и Ставруполска епархия.
Църквата е разположена на улица „Цалдарис“ № 12. Изградена е във византийски стил. В 1974 година със създаването на Неаполската и Ставуполска епархия, става митрополитски храм на митрополит Дионисий. В 1978 година е изписана, а десетилетие по-късно е разширен притворът. В 1993 година архитектурата на сградата е силно променена чрез създаване на трансепт и перистил.